# Heinrich Sebastian von Reppert

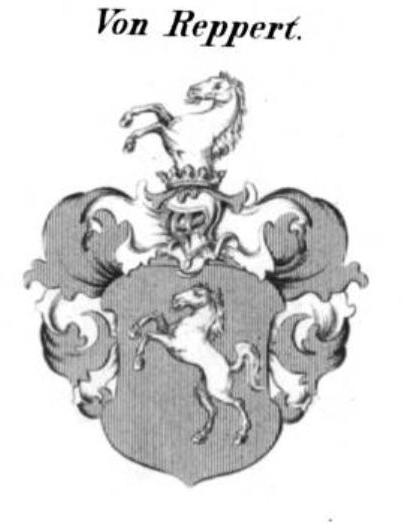
Wappen der Familie Reppert

Heinrich Sebastian von Reppert (* 21. Februar 1718 in Coburg; † 13. Juli 1800 in Taschenberg) war ein preußischer Generalleutnant, Chef des Leibkarabinerregiments sowie Erbherr auf Klein-Karlowitz (Kreis Grottkau).

## Leben

### Herkunft
Seine Eltern waren der Kanzleiadvokat Kaspar Christian Reppert (1686–1742) und dessen Ehefrau Anna Martha Kröner († 1728). Seine drei Brüder wurden Offiziere: Christian Gottfried († 1778), Oberstleutnant im Kürassierregiment „von Seidlitz“, Friedrich Johann August (1720–1795), Oberst und Kommandeur des Husarenregiments „von Köhler“, Ritter des Ordens Pour le Mérite sowie Johann Daniel Ludwig (1724–1800), Leutnant und Landrat des Kreises Daber in Pommern.

### Militärlaufbahn
Reppert kam zunächst auf die Ratsschule und wechselte im Herbst 1733 auf das Gymnasium Casimirianum in Coburg. Er schlug dann aber eine militärische Karriere ein und kam 1738 als Kürassier in das Kürassierregiment „von Waldow“. Mit dem Regiment nahm er 1739 bei Wehlau an der letzten Revue für König Friedrich Wilhelm I. teil. Am 7. Januar 1740 wurde er als Unteroffizier mit zwei Reitern für ein Jahr auf Werbung geschickt.
Während des Ersten Schlesischen Krieges nahm Reppert an der Schlacht bei Chotusitz teil. In der Schlacht trug er die Standarte der 4. Schwadron. Anfang 1743 war er wieder auf Werbung unterwegens. Am 9. Juli 1743 wurde er zum Kornett befördert. Im Zweiten Schlesischen Krieg kämpfte er bei der Belagerung von Prag, wurde bei Hohenfriedberg verwundet und kämpfte bei Kesselsdorf sowie im Gefecht bei Katholisch Hennersdorf.
Nach dem Krieg wurde er am 8. September 1751 zum Leutnant befördert. Im Siebenjährigen Krieg kämpfte er in Lobositz, Kolin, Roßbach, Leuthen sowie Hochkirch, wo er verwundet wurde. Er war bei der Belagerung von Prag, Dresden, Schweidnitz und Olmütz dabei sowie im Gefecht bei Leutmannsdorf. In der Zeit wurde er am 28. August 1758 Stabsrittmeister und am 4. Januar 1759 Rittmeister und Kompaniechef im Kürassierregiment Nr. 8. Am 29. Juni 1763 wurde er noch Major mit Patent vom 9. Juli 1763.
Nach dem Krieg erhielt Reppert 1774 den Orden Pour le Mérite, am 22. Mai 1775 wurde er Oberstleutnant und als solcher kämpfte er auch 1778/79 im Bayerischen Erbfolgekrieg. Danach am 6. Oktober 1779 wurde er Kommandeur des Kürassierregiments Nr. 8 und im gleichen Jahr erhielt er das schlesische Inkolat. Am 20. Mai 1782 erhielt er die Beförderung zum Oberst und am 13. Juli 1784 wurde er Chef des Kürassierregiments Nr. 11. Am 20. Mai 1785 wurde er zum Generalmajor ernannt und am 25. August 1790 auch die zum Generalleutnant. Während des Kościuszko-Aufstands in Polen wurde er dem Korps Knobelsdorff zugeteilt. Aber am 25. April 1794 erhielt er doch die Genehmigung sich auf sein Gut Karlowitz zurückzuziehen. Am 29. Dezember 1794 erhielt er dazu seine Demission und 1200 Taler Pension. Er starb am 13. Juli 1800 in Taschenberg und wurde im Garten des Gut Klein-Karlowitz begraben.

### Familie
Reppert heiratete am 5. April 1780 Sophie Elisabeth von Goldfuß (* 22. Juni 1723; † 18. Juli 1799) aus Brieg. Ihre Eltern waren der Hauptmann Karl Magnus von Goldfus († 7. April 1733) und dessen Ehefrau Maria Katharina von Kindler († 1759) aus dem Haus Groß Schottke. Sie heiratete am 26. November 1754 Hermann Friedrich von Radecke († 5. Juli 1776). Von ihrem Bruder Karl Sylvius von Goldfus († 1765) erbte sie das Gut Niklasdorf bei Strehlen.